# Армянофобия
Армянофобия (арм. Հակահայկականություն, Հայատյացություն) — одно из проявлений этнической ксенофобии, враждебное отношение, нетерпимость к армянам как этнической группе; негативная установка (неприязнь, иррациональный страх или ненависть) по отношению к армянам или Армении, идеология негативного отношения к армянам.
Армянофобия может выражаться в различных формах от личной неприязни до институциализированного преследования. Термин «армянофобия» используется авторами статей в энциклопедиях и словарях, исследователями в области политологии и социологии, политическими деятелями, представителями общественных организаций и журналистами.

## История армянофобии

### Армянофобия в Российской империи
Во время персидского владычества на Восточном Кавказе немусульмане находились в подчинённом отношении райя к мусульманам. После вхождения Закавказья в состав России среди армян возникла влиятельная группа чиновников и капиталистов, поставившая местное население в зависимое положение. Закавказские татары (совр. азербайджанцы) из-за смены ролей стали относиться к армянам крайне неприязненно. Однако в последние годы существования Российской империи отмечались тенденции к примирению в этом долгом межэтническом конфликте, о чём можно судить по прекращению насилия без вмешательства властей. При притеснениях армянского населения турецкими войсками в Батумской области, местные мусульмане, подданные России, защищали и скрывали армян.

В 1906 году английский журнал «The Contemporary Review» напечатал исследования об природе антиармянских настроений среди азербайджанского населения: 
«Между татарами и армянами процветает экономическая конкуренция, война, в которой окончательное поражение татар очевидно. До русского господства мусульмане смотрели на армян как на рабов, как на низменную тварь, но, когда русские утвердили нечто похожее на цивилизованное управление и армянам представился случай развивать свои природные дарования, превосходство татар стало гаснуть. Армяне постепенно утвердились, и их богатство возбудило зависть мусульман, которым горько было понимать, что их бывшие слуги вскоре станут их господами»

Виктор Макаренко, доктор политических наук из Южного Федерального Университета, о причинах зарождения антиармянских настроений пишет следующее: 
«Городская жизнь даёт опыт многообразия, из которого рождается чувство сопричастности к себе подобным. В последнюю треть XIX в. в Закавказье начался процесс превращения деревень в города. Но города возникали как полиэтничные центры, которые стимулировали процесс совпадения этнической и социальной дифференциации. Следствием такого совпадения было формирование ксенофобии, чреватой насилием. Показательным примером служит Баку. Здесь в городском управлении доминировали иммигранты из России, но свободные и технические профессии были заполнены армянами. В 1910 г. в Баку насчитывалось 107 адвокатов, 146 врачей, 258 учителей. Из них мусульман было только 4, 10 и 10 соответственно. Социокультурные перемены застали коренных жителей Баку мусульман врасплох. Они превратились в меньшинство, уступив позиции урбанизированным пришлым армянам. Этим объясняется особое место Баку в процессе индустриализации: ни в одном другом городе Российской империи иммигрантам не удавалось полностью подорвать экономический и политический статус коренных жителей. Именно здесь скрыта причина вспышек насилия в отношениях между армянами и мусульманами.»
Как указывает историк Йорг Баберовски, одной из предпосылок враждебного отношения к армянам, проявившегося в российском Закавказье в последние десятилетия XIX века, стала непредставленность мусульманского населения в местных органах власти. В частности, согласно реформе 1870 года, нехристианам полагалось не более трети мест в городских советах (а с 1892 года — не более 20 %). Эти меры, изначально направленные против евреев, в Закавказье затронули в первую очередь мусульман, хотя, например, в Баку они, будучи основными владельцами собственности, составляли около 80 % электората. В результате в начале 1890-х в городских советах таких по преимуществу мусульманских по количеству избирателей городов, как Ереван, Баку и Шуша, преобладали армяне..
С другой стороны, отсутствие русского большинства в городах Закавказья затрудняло проведение политики русификации. Поэтому с течением времени чрезмерно усилившееся представительство армян в органах городского управления и на промышленных предприятиях стало восприниматься российской государственной властью как угроза. В 1882 году царь Александр III поручает министру внутренних дел Толстому принять меры в отношении армянского национализма.
В 1885 закрываются армянские школы, в 1889 из школьного обучения исключается курс истории и географии Армении.

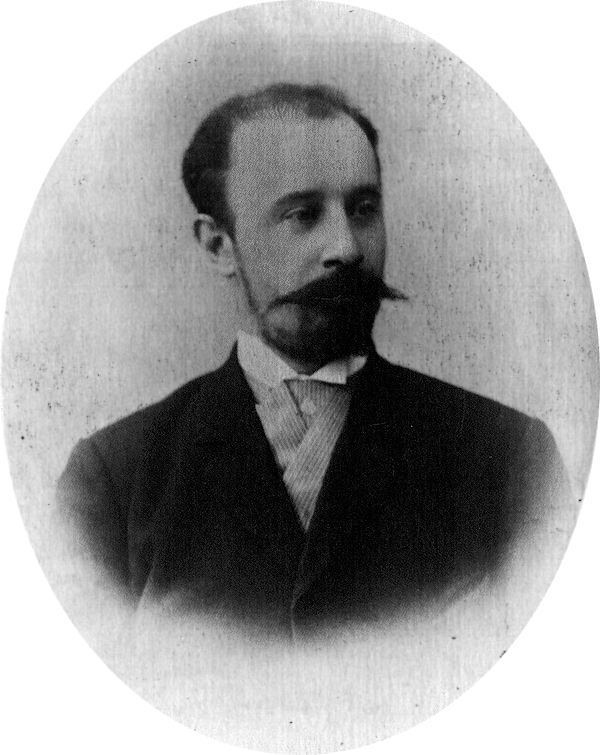
В. Л. Величко

В 1890-х годах армянский национализм вступает в противоречие с ассимиляционной политикой и драматическим разворотом русско-армянских отношений. Царские власти начинают эксплуатировать существующую напряжённость между мусульманами и армянами. В 1896 году кавказским наместником назначается Григорий Голицын. Он проводит ряд мер в пользу азербайджанцев, в то же время роль армян снижается. Например, он уволил часть армян с государственных должностей и назначил на их должности мусульман. Пик антиармянской кампании приходится на 1903 год, когда власти конфискуют имущество армянской церкви. В ответ армянское национальное движение начинает усваивать террористические методы. Покушение совершено на самого Голицына, после которого в 1903 году он покидает Кавказ. Правление кавказского наместника Григория Голицына было единственным случаем отхода царизма от проармянских позиций. Нападения армянских террористов из организации Дашнакцутюн на царских чиновников дают властям возможность проверить лояльность мусульман. В январе 1905 году в чайханах распространяется слух, что армяне хотят напасть на мусульман во время шиитского праздника Магеррам. В таких условиях похороны любой жертвы заказного убийства, ареной которых тогда был Баку, превращались в общенациональные демонстрации. 6 февраля после расстрела армянами рабочего-азербайджанца в Баку началась паника. Вооружённые группы мусульман, съехавшиеся или собранные в центре Баку, убивали всех встречных армян. На второй день погрома толпа стала грабить армянские лавки и докатилась до бараков нефтяной фирмы Питоева, где только 8 февраля было убито более 40 армян. Погромы продолжались пять дней. Местные власти не принимали никаких мер к зачинщикам. Как отмечает Йорг Баберовски, хотя подозрение, что губернатор сам спровоцировал погромы окончательно не подтвердилось, однако участие в насилии властей не вызывает сомнения. Этот конфликт быстро вышел из-под контроля и к лету 1905 охватил целые округа Бакинской и Елизаветопольской губерний. Подавить беспорядки власти смогли только в 1906 году, направив на Кавказ экспедицию под командованием генерала Максуда Алиханова-Аварского (впоследствии убит революционерами-дашнаками), проявившего необузданную жестокость и, по утверждениям российской прессы, открыто покровительствовавшего татарам вообще и своим родственникам ханам Нахичеванским в особенности в резне армян. Назначенный в апреле 1905 года наместником Кавказа князь Воронцов-Дашков добился смягчения антиармянской позиции власти и возврата имущества армянской церкви. После внешнеполитических конфликтов с Османской империей позиция власти снова становится проармянской.
Наиболее ярым армянофобом считался писатель и публицист черносотенного направления В. Л. Величко, у которого современники отмечали «ярый национализм и боевое армянофобство», гармонически сочетавшееся с антисемитизмом. В 1897—1899 гг. Величко редактировал официозную газету «Кавказ», в которой вёл ожесточённую антиармянскую пропаганду. Либеральные современники считали его агитацию погромной и впоследствии сравнивали его с кишинёвским публицистом П. Крушеваном, антисемитские статьи которого, как считалось, спровоцировали Кишинёвский погром.
Но Величко был не одинок в своих выступлениях. Когда он был вынужден покинуть свой пост редактора газеты «Кавказ», за него вступился редактор влиятельной проправительственной газеты «Новое время» А. С. Суворин. По его мнению, отстранение Величко было вызвано интригами местной интеллигенции, что противоречило интересам грузинского и армянского народов. Суворин, по сути, поддержал геноцид турецких властей по отношению к армянам, а «Новое время» стремилось оправдать целесообразность действий турецкого правительства по отношению к взбунтовавшимся армянским «разбойникам» и «революционерам». Газета Суворина обращалась к правительству с просьбой последовать примеру Турции и «очистить Кавказ от этого вредного элемента» — партии Дашнакцутюн. «Для России русский печной горшок дороже, чем весь „армянский вопрос“, для которого не желаем жертвовать даже этим горшком… Сколько режут, режут армян и никак не вырежут… точно их непочатый край», — говорил А. С. Суворин.
Антиармянские публикации Величко перепечатывались также грузинской газетой «Иверия» (редактором которой в тот период был Илья Чавчавадзе) и Топчибашевым в Баку.
В 1990-е годы работа Величко «Кавказ» была переиздана в Азербайджане и стала использоваться в качестве антиармянского аргумента в армяно-азербайджанском противостоянии. Именно рассуждениями Величко, по выражению российского исследователя В. А. Шнирельмана, вдохновлялись современные азербайджанские историки — в частности, Фарида Мамедова и Зия Буниятов — в разработке албанской концепции. Антиармянские высказывания Величко и Чавчавадзе цитирует в своей книге «Лжеистория» азербайджанский академик, директор Института истории Академии наук Азербайджана Играр Алиев.

### Армянофобия в Германской империи
Во время армянских погромов 1894—1896 гг. немецкое правительство мешало применению международных санкций против Османской империи и реформам в Армянском вопросе, предложенным британцами. Тон освещения вопроса был задан лично Вильгельмом II, который утверждал, что Британия пытается дестабилизировать власть османского султана, а также обвинил Британию в гибели 80 тысяч армян. В проекте меморандума МИДа Германии погромы объяснялись провокациями со стороны армян. Это отражало стереотип об армянах, сложившийся в Германии во время колонизации Османской империи, когда армяне представлялись жадными и коварными обманщиками. Подобные характеристики со стороны немцев должны были завоевать доверие турок и облегчить проникновение немецкого капитала в Османскую империю.

## Абхазия
В начале 1990-х, во времена грузино-абхазской войны в Абхазии имели место антиармянские проявления. Тогда грузинская сторона стремилась решить проблему разжиганием межнационального конфликта в Абхазии.
Также в Абхазии имели место провокации на межэтнической почве и в более позднее послевоенное время. Так, ночью 31 декабря 2006 года в Сухумской армянской школе имени Ованеса Туманяна раздалось два взрыва. Как выяснило следствие, несколько взрывных устройств было заложено в одном из классов учебного заведения, а также у установленного во дворе школы памятника Туманяну. Во время взрыва никто не пострадал, но школе и соседним домам был нанесён ощутимый урон. Вдобавок ко всему, злоумышленниками в школьном дворе были разбросаны напечатанные на русском языке листовки антиармянского содержания.
Помимо всего прочего, пропаганду межнациональной розни создавали также и сами власти Абхазии. Многочисленная армянская диаспора республики была лишена возможности участия в политической жизни страны. Армяне, некогда практически равные по численности абхазам, искусственно отстранялись от участия в процессе управления. В правительстве республики не было ни одного представителя армянской общины. Всё это, вкупе с отсутствием элементарных благ цивилизации в армянских сёлах, способствовало оттоку армянского населения из Абхазии в Россию. Приход к власти получившего поддержку армян Сергея Багабши улучшил положение. Однако надежды, которые армянское население связывало с ним, сбылись не полностью.
Как отмечает В. Литвиненко, Турция, в своей абхазской политике спекулируя армянским фактором, пытается искусственным образом породить межнациональные противоречия, которые позволят ей ослабить позиции России в Абхазии.

## Азербайджан
По выражению Фёдора Лукьянова, главного редактора журнала «Россия в глобальной политике», «Армянофобия — институциональная часть современной азербайджанской государственности, и, конечно, Карабах в центре этого всего». Как пишет британский журналист Том де Ваал, издавший в 2005 году документальную книгу «Чёрный сад» об истории карабахского конфликта, «первой в современной советской истории вспышкой массового насилия» стал Сумгаитский погром — беспорядки на этнической почве в городе Сумгаит Азербайджанской ССР в феврале 1988 г., сопровождавшиеся массовым насилием в отношении армянского населения, грабежами, убийствами, поджогами и уничтожением имущества. 29 февраля 1988 года на заседании Политбюро ЦК КПСС в Москве было официально признано, что массовые погромы и убийства в Сумгаите осуществлялись по национальному признаку. Уже тогда академик Зия Буниятов, которого Том де Ваал называет в своей книге «самым известным армянофобом в Азербайджане», прославился своей статьёй «Почему Сумгаит», в которой обвинил самих армян в организации погрома.
Вслед за Сумгаитом погромы произошли в Кировабаде (Гяндже), затем в Баку (1990).
Андрей Полонский, исследовавший становление азербайджанского национального самосознания в конце 1980-х — начале 1990-х годов, отмечал, что «Карабахский кризис и нарастающая армянофобия способствовали формированию устойчивого образа врага, который в известной степени повлиял на характер новой идентичности (первоначально агрессивно-победительной)».
Российские ученные Николай Шонин и Розалия Юсупова проводя параллель с нацистской Германией, где демонизировались евреи, отмечают что в Азербайджане начали создавать соответствующий образ армян во время войны в Нагорном Карабахе.
В 1991—1994 годах межэтнический конфликт привёл к масштабным военным действиям за контроль над Нагорным Карабахом и некоторыми прилегающими территориями. В мае 1994 г. было подписано Соглашение о бессрочном прекращении огня, которое привело к «замораживанию», но не урегулированию конфликта.
Как отмечается в документах Хельсинкской группы по правам человека, неурегулированность армяно-азербайджанского конфликта служит катализатором армянофобии в современном Азербайджане. В этой связи, в частности, указывается на регулярные протестные акции так называемой «Организации освобождения Карабаха», выступающей против восстановления каких бы то ни было контактов между Азербайджаном и Арменией и за решение конфликта исключительно силовыми методами. Эти действия пользуются поддержкой представителей азербайджанских властей.
Большой резонанс в СМИ получают некоторые публичные высказывания государственных и общественных деятелей Азербайджана, свидетельствующие о национальной нетерпимости, — такие, как заявление председателя Управления мусульман Кавказа Гаджи Аллахшукюра Пашазаде о том, что «Ложь и предательство в крови у армян».
В. Н. Казимиров (российский дипломат, Чрезвычайный и Полномочный Посол в отставке, в 1992—1996 гг. руководитель посреднической миссии России, полномочный представитель Президента РФ по Нагорному Карабаху, участник и сопредседатель Минской группы ОБСЕ от России) неоднократно заявлял о наличии в Азербайджане определённых сил, инспирирующих антиармянские настроения, в том числе на уровне государственного руководства. В начале 2004 года, характеризуя десятилетие, прошедшее после подписания соглашения о прекращении огня, он писал:

Очутившись надолго в дискомфортном положении, Баку практически взял курс на тотальную «холодную войну» против армян. Отвергаются с порога и экономические «амортизаторы», и любые контакты с армянами (даже по линии общественности); травят тех, кто поддерживает эти контакты. В просвещённом светском государстве кое-кто рад был бы насадить подобие фундаментализма, реваншизма и армянофобии, что лишь мешает устранению как причин, так и последствий конфликта. Всё больше проявлений фанатизма и экстремизма даже на уровне общественных организаций.

Исследовательница из Турции Ясемин Килит Аклар в работе, посвящённой преподаванию истории в Азербайджане, делает вывод, что официальные азербайджанские учебники истории способны внушить ненависть и чувство этнического и национального превосходства в первую очередь по отношению к армянам, а также к русским и иранцам. Согласно её подсчётам, на 391 странице одного учебника истории армяне называются врагами 187 раз, русские — 119 раз, иранцы — 44 раза. Для формирования национальной идентичности и возбуждения ненависти к армянам используются подробные патетические рассказы о геноциде и погромах, а также фотографии жертв погромов. С точки зрения Ясемин Аклар, подобное отношение к армянам делает проблематичным существование армян в Нагорном Карабахе, если он войдёт в состав Азербайджана. Как пишет конфликтолог, глава Департамента Института мира и демократии Ариф Юнус,
уже в учебнике для первого года обучения был сформирован образ армян как главных врагов Азербайджана и всего «тюрко-мусульманского мира» […] при этом, в отношении армян также используются всевозможные негативные эпитеты («бандиты», «агрессоры», «коварные», «лицемерные» и т. д.).
В своём докладе за 2011 год Европейская комиссия по борьбе с расизмом и нетерпимостью отметила, что в Азербайджане формируется негативное восприятие людей армянской национальности.
Постоянные негативные упоминания о Республике Армения приводят к формированию негативного восприятия людей армянской национальности. Мы призываем власти Азербайджана к активной работе по изменению ситуации в отношении армян, находящихся под юрисдикцией Азербайджана. Все политические партии Азербайджана должны выступить с чёткой позицией против любых форм расизма, дискриминации и ксенофобии и послать чёткий политический сигнал в пользу разнообразия и плюрализма, они также должны избегать упоминания негативного оттенка при обсуждении вопросов, имеющих отношение к армянам.
Согласно сообщениям британских, курдских и езидских газет, убитый в ходе столкновений в начале апреля 2016 года 20-летний солдат армянской армии Кярам Слоян (из езидской общины Армении) был обезглавлен. В соцсетях появились фотографии и видео, на которых, согласно СМИ, изображены азербайджанские солдаты, держащие отрубленную голову солдата в качестве трофея. Данное злодеяние сравнивалось с действиями ИГИЛ, в частности, журналистом ИА Регнум. Азербайджанская сторона назвала данную информацию провокацией, а фотографии из соцсетей — сфальсифицированными.
В феврале 2018 года в Национальном Собрании Армении прошли слушания на тему «Сумгаитские погромы: Армяноненавистничество как государственная политика Азербайджана». В своём выступлении первый омбудсмен Армении Лариса Алавердян отметила, что политика, реализуемая Азербайджаном с 1918 года, направлена на уничтожение армян региона, на лишение их своей исторической Родины. «Именно угроза уничтожения армян вынудила местное население Карабаха в 1988 году начать Карабахское движение», заявила она с трибуны парламента. По словам замминистра иностранных дел РА Шаварша Кочаряна, армяноненавистничество давно стало частью внешней и внутренней политики официального Баку.

### Армянофобия в интернете
Грузинский журналист Магда Гугулашвили изучила материалы размещённые на сайте kavkazplus.com, который был создан азербайджанцами под видом грузинского сайта. С 2016 года по настоящее время сайт напечатал сотни статей армянофобского содержания. После детального анализа сайта Гугулашвили приходит к выводу, что сайт kavkazplus.com систематически публикует ксенофобский антиармянский материал. Согласно Гугулашвили материалы, появляющиеся на «Кавказ-Плюс», неверно истолковывают события, искажают и фальсифицируют факты. Деятельность сайта говорит о том, что цель публикаций — дискредитация армян и разжигание ксенофобии, увеличение религиозных противоречий, развитие стереотипов по отношению к армянской нации, а также разжигание вражды между армянами и грузинами.

### Дискриминация в спорте
В конце августа 2019 года, дискриминации по национальному признаку подверглась шахматистка из Армении Мария Геворгян, которая не смогла выступить на турнире в Турции из-за ультиматума со стороны азербайджанской команды. Организаторы отменили приглашение армянской шахматистки, объясняя это тем, что шахматисты из Азербайджана поставили ультиматум: если на турнире будет армянка, они откажутся от участия.

### Дискриминация российских граждан
5 июня 2017 года МИД РФ потребовал прекращения этнической дискриминации прибывающих в Азербайджан граждан РФ с армянскими фамилиями. Как отметили в МИД РФ, с начала года 25 гражданам РФ было отказано во въезде в Азербайджан. Их задерживали на несколько часов, в ряде случаев без еды, воды и медпомощи, а затем высылали за собственный счёт. В качестве основания при этом назывались их армянские фамилии, но были и случаи, «когда лиц с русскими фамилиями, именами и отчествами допрашивали на предмет выявления „армянских предков“». МИД РФ расценил такую практику как «дикую». МИД Азербайджана в ответ заявляет, что соответствующие регуляции по отношению к ряду лиц Азербайджан вынужден применять для предотвращения нежелательных эксцессов в связи с тем, что Азербайджан и Армения находятся в состоянии войны и появление в Баку граждан армянского происхождения может привести к проблемам с их безопасностью. Комментируя ответ МИДа Азербайджана, МИД РФ заявил, что «не получил внятного и удовлетворительного ответа».
В январе 2019 МИД России вновь раскритиковал случаи высылки из Азербайджана российских граждан с армянскими фамилиями, отметив среди прочего такие случаи отказа как: отказ во въезде в мае 2018 года ветерану войны — восьмидесятиоднолетней жительнице блокадного Ленинграда, а также в феврале 2017 года отказ во въезде женщины с четырёхлетним сыном, которых много часов продержали в спецнакопителе бакинского аэропорта. В марте 2019 года, ввиду игнорирования обращений российской стороны о не допустимости дискриминации по этническому признаку, и продолжающейся практике не допуска в Азербайджан российских граждан с армянскими корнями, МИД России выпустило предупреждение для российских граждан
:
Под предлогом неурегулированности нагорно-карабахского конфликта пограничная служба Азербайджана продолжает отказывать в пропуске на территорию страны лицам, независимо от гражданства, имеющим прямые или косвенные признаки принадлежности к армянской национальности. Мотивируется это невозможностью обеспечить личную безопасность таких лиц.
Неоднократные обращения российской стороны к азербайджанской стороне о недопустимости дискриминационных действий по этническому признаку в отношении прибывающих в Азербайджанскую Республику граждан Российской Федерации игнорируются.

С учётом изложенных обстоятельств настоятельно рекомендуем российским гражданам при планировании поездок в Азербайджан тщательно взвешивать вероятные риски.

### Уничтожение армянских церквей и памятников
За годы независимости Республики Азербайджан, на территориях подконтрольных правительству, были снесены армянские церкви:
- Монастырь Таргманчац (Норакерт)
- Церковь Святого Григория (Азнаберд)
- Церковь Святого Иоанна Крестителя (Верхний Агулис)
- Церковь Пресвятой Богородицы (Алиабад)
- Монастырь Святого Акопа (Парака)
- Монастырь Святого Месропа Маштоца (Насирваз)
- Монастырь Пресвятой Богородицы
- Монастырь Святого Карапета (Абракунис)
- Церковь Святого Геворга (Нахичевань)
- Церковь Святого Акопа (Шорот)
- Церковь Святого Степаноса (Нижний Агулис)
- Монастырь Святого Степаноса(Нахичевань)
- Церковь Пресвятой Богородицы (Агбулаг)
- Церковь Святого Акопа Айрапета (Верхний Агулис)
- Монастырь Пресвятой Богородицы (Верхний Агулис)
- Церковь Святого Григора (Гах)
- Церковь Святого Григория (Гёмюр) и др.

## Россия
В России слово «кавказец» является собирательным термином, относящимся к любому потомку коренных народов Кавказа, в том числе к азербайджанцам, грузинам и армянам. На русском сленге народы Кавказа называют «чёрными», несмотря на то, что его население светлокожее и относится к европеоидной (белой) расе; это название происходит от их относительно тёмных черт лица, как и у большинства народов Южной Европы.
По данным социологического исследования ВЦИОМ 2012 года, 6 % респондентов в Москве и 3 % в Санкт-Петербурге «испытывали чувство раздражения, враждебности» по отношению к армянам. В 2000-х годах в России имели места ряд убийств армян на национальной почве.
Подобные проявления этнической напряжённости отмечены в Краснодарском крае — например, в Славянске-на-Кубани (2002 год), Новороссийске. В Новороссийске массовые беспорядки и армянские погромы произошли в марте 2005 года. На следующий день после бытового конфликта в кафе между новороссийским казачьим атаманом В. Петрушей и одним из местных молодых людей в Новороссийск прибыла колонна автобусов с вооружёнными людьми из г. Сочи и Таманского отдела Кубанского казачьего войска. Численность группы составила от 100 до 200 человек. Толпа погромщиков, по свидетельству очевидцев, учинила беспорядки в районе Цемдолина — били витрины магазинов, кафе, ломали автомобили, нападали на людей армянской национальности и просто неславянской наружности.
В июле 2002 года произошёл погром армян в Подмосковье.
К. В. Корякин (Институт Этнологии и Антропологии РАН) приводит многочисленные примеры проявления армянофобии (и ксенофобии вообще) в Краснодарском крае со стороны органов власти и некоторых групп населения. Основным источником ксенофобии являются полностью подконтрольные краевым властям СМИ, в школах ведётся учёт учеников «славянских» и «неславянских» национальностей. В некоторых районах Краснодарского края изучение армянского языка в школах находится под запретом. Враждебные действия в отношении армян имеют место и на бытовом уровне. Ряд общественных организаций также имеет антиармянскую направленность. В первую очередь, это отряды казаков, деятельность которых Корякин оценивает как «исключительно деструктивную». 10 апреля 2000 года губернатор края Александр Ткачёв публично огласил анонимное письмо, возлагающее обострение криминогенной ситуации в Туапсе на «армянские преступные группировки». Однако начальник ГУВД Краснодарского края Сергей Кучерук назвал армян «самым законопослушным народом Кубани». По его словам, армянская преступность не составляет и одного процента от общего числа преступлений в крае.
По мнению Корякина, вначале губернатор Ткачёв основную ставку в своей «национальной политике» сделал на армян, но к 2004 году стал смещаться в сторону турок-месхетинцев. Корякин связывает смягчение риторики в отношении армян с мерами центральной власти, принятыми в результате давления Армении.
По мнению В. А. Шнирельмана антиармянские настроения на Кубани были спровоцированы в том числе якобы имеющимися у армян территориальными претензиями к России. По информации, имеющейся у Ф. В. Шелова-Коведяева, ещё весной 1992 года поездом Баку — Москва в южные регионы России доставлялись целые мешки с многочисленными экземплярами провокационных брошюр и листовок, распространявшиеся затем летом 1992 года на юге России. Они предназначались для распространения среди местного населения с целью заставить МИД России поддержать Азербайджан в его конфликте с Арменией. Эта пропаганда велась в условиях, когда в Краснодарский край и на Ставрополье массами прибывали армянские беженцы. Частично она достигла своей цели, и осенью 1992 г. в Краснодарском крае отмечались случаи нападения казаков на армян и представителей других народов Кавказа. В этих документах от имени армян заявлялось об учреждении некого Армянского национально-освободительного фронта Северного Кавказа, якобы ставившего своей целью присоединение земель Северного Кавказа к Армении. Среди этих документов фигурировала «Историческая справка», будто бы опубликованная в 1992 г. в Степанакерте от имени Ф. В. Шелова-Коведяева, активиста Демократической России, служившего тогда заместителем министра иностранных дел России. В этом документе права армян на южные земли России оправдывались ссылками на имеющиеся якобы археологические и исторические материалы (грубая фабрикация этого документа подтверждается не только тем, что такие материалы полностью отсутствуют, но и тем, что даже армянские радикалы-ревизионисты никогда не решались заходить в своих претензиях так далеко). Выражая возмущение всплеском антиармянской пропаганды на юге России, частью которой и являлись отмеченные выше материалы, армянская община приводила дополнительные свидетельства в пользу того, что источник этой пропаганды располагался в Баку. Одним из них являлось письмо, поступившее в редакцию газеты «Советская Россия» якобы от русской общины Баку, которое предупреждало русских против «армянской опасности»; в нём говорилось, в частности, о планах создания «Великой Армении» от моря и до моря, а также о стремлении армян стравить христиан с мусульманами и о том, что армяне якобы препятствовали объединению Северного и Южного Азербайджанов.

## Грузия
По некоторому мнению, армянофобия является самой распространённой формой ксенофобии в Грузии.
Ловелл Барингтон отмечает, что многие представители современной грузинской элиты прикрывают антиармянской риторикой свои настоящие цели — достижение власти. Как пишет об армяно-грузинском церковном конфликте проживающий в Тбилиси независимый журналист Молли Корсо, «всплеск антиармянских настроений отчётливо проявился в телевизионных ток-шоу, блогах и дискуссиях в социальной сети Facebook по данному вопросу». Одним из открытых армянофобов из числа интеллигенции является режиссёр Роберт Стуруа, чьи антиармянские высказывания подвергаются критике. Другой армянофоб, профессор Сухумского университета Гурам Мархулия, известный широкой публике только в одном качестве — как ярый армяноненавистник, за свою позицию удостоился невероятного признания и уважения в Азербайджане, где он частый гость.
По мнению журналиста Тенгиза Аблотия, нынешняя армянофобия в Грузии не имеет никаких логических объяснений — в отличие от XVIII века, когда это явление, обусловленное доминированием в Грузии армянской буржуазии, только-только зародилось. Грузинский политолог Георгий Векуа высказывает предположение, что истоки армянофобии в Грузии восходят к «грузино-армянскому церковному расколу, из-за чего многие века армяне — последователи Армянской Апостольской Церкви были еретиками для Грузинской Церкви, и наоборот».
Согласно отчёту интернациональной кризисной группе армянское население в 2006 всё ещё подвергалось дискриминации. Зафиксировано несколько инцидентов когда в церквях считающихся местным населением армянскими проводятся мессы по грузинскому обряду. Грузинская православная церковь пытается присвоить здания католических и армянских церквей. Наиболее сильный конфликт в Тбилиси и Ахалкалаки где соответственно пять и одна армянская апостольская церковь заняты грузинской православной церковью. Так, в церкви Норашен были удалены два хачкара, установлено бетонное ограждение, удалены армянские надписи с могильных плит, привезены грузинские могильные плиты. Армянская церковь 13 века св. Геворга Мугни разрушилась в 2009 при попустительстве властей.
Катализатором антиармянских настроений в Грузии стала грузино-абхазская война, в которой армяне воевали по обе стороны конфликта. Несмотря на это в Грузии сразу после окончания войны прямо или косвенно обвинили армян Абхазии в антигрузинской позиции и поддержке сепаратизма. Армянам вменялось «предательство» исторических ценностных установок двух христианских народов и т. п. Кроме того, некоторые грузинские публицисты и общественные деятели использовали обвинения против армян Абхазии, как аргумент в идеологической практике против всего армянского населения Грузии и Армении. При этом часто говоря об участии армянских вооружённых формирований
на стороне абхазов, в Грузии игнорируется и умалчивается участие армян в составе своих вооружённых сил. Таким образом грузинская пропаганда оправдывает внутреннюю армянофобию в Грузии, с одной стороны, и использует эти же аргументы для внешнеполитической риторики в своих отношениях с Турцией и Азербайджаном — с другой.

## Турция

### Геноцид армян

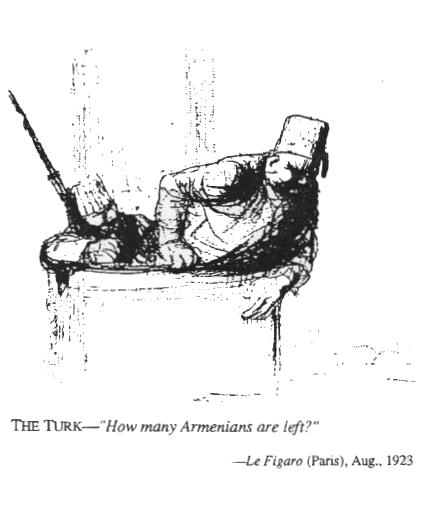
Турок: Сколько ещё армян осталось? Le Figaro, авг. 1923

В Турции армянофобия известна со времён средневековья, изначально имела сугубо религиозный характер, но со временем начала принимать расистские черты.
Тем не менее, в Османской империи, как и к другим христианским меньшинствам, антиармянские настроения достигли предела в ходе реформ 1850-х годов, из-за официального объявления равенства в гражданских правах между всеми поданными вне зависимости от их вероисповедания.
Среди причин армянофобских настроении в Османской Турции особо выделялся также экономический аспект. В 1914 г. армяне составляли 10 % населения Турции, однако сосредоточили у себя 60 % импорта и 40 % экспорта. Их доля во внутренней торговле достигала 80 %. Вице-консул Германии в Эрзуруме, рассуждая о причинах антиармянских погромов в 1915 г., пишет:

Не думаю, что можно было как-нибудь иначе уничтожить культуру, которая старше и намного выше турецкой. Кроме того, мне
кажется, что армяне, как и евреи, являются расой, обладающей большой силой сопротивления. За счёт образования, коммерческих способностей, высокой приспособляемости им удалось устроиться в неблагоприятных для себя условиях […] Они
доминируют экономически в городах. Почти вся торговля сосредоточена в их руках. Их трудолюбие и активная предприимчивость вызывают раздражение.

Широкомасштабные погромы армян были предприняты во время Русско-турецкой войны 1877—1878 годов (в Баязете и Алашкерте). Однако в этих случаях, в отличие от последующих событий, роль турецкой администрации сводилась скорее к попустительству и неумению или нежеланию взять под защиту «второсортных» христианских подданных, нежели к сознательной инспирации.
Положение резко изменилось после этой войны, когда армянский вопрос (вопрос о гарантиях прав армян и предоставлении им автономии) был вынесен на международное обсуждение, и армяне получили международные гарантии на Берлинском конгрессе, тогда как среди самих армян зародилось сильное национальное движение (см. Дашнакцутюн). С этого момента турецкое правительство ставит своей целью терроризировать армян и по возможности вовсе уничтожить их как опасный элемент. В 1894—1896 гг. султаном Абдул-Гамидом II организуется целый ряд массовых армянских погромов в Западной Армении и самом Стамбуле[страница не указана 4528 дней]. В 1904 г. произошла новая крупная резня в западноармянской области Сасун. Происшедшая затем (1908) революция в Турции, с энтузиазмом поддержанная армянами, предоставила им равенство перед законом и полные гражданские права и, как казалось поначалу, разрешила «армянский вопрос». Однако вскоре пришедшие к власти младотурки обнаружили, что армяне, получив гражданские права, не желают отказываться от своих национальных требований и ассимилироваться в единой туркоязычной «османской нации»; со своей стороны армяне поняли, что младотурки стремятся к их ассимиляции, но отнюдь не к предоставлению им автономии. В результате уже в 1909 году была организована новая резня в Киликии. Начавшаяся вскоре Первая мировая война предоставила младотуркам возможность решить «армянский вопрос» путём уничтожения армян, чем младотурки и попытались воспользоваться.
Во время Первой Мировой Войны правительство Османской империи целенаправленно уничтожило 1,5 миллиона армян. Современное турецкое правительство отрицает Геноцид армян. Эта позиция была подвергнута критике в письме Международной ассоциации исследователей геноцида адресованное главе турецкого государства Реджепу Тайипу Эрдогану. Причиной такой политики правительства Турции, по мнению Танера Акчама является: «Дебаты по вопросу o геноциде покончат с сакральным представлением того, что государство скорее было продуктом нe антиимпериалистической войны, а скорее всего войны против греческих и армянских меньшинств».
Согласно опросу, проведённому в Турции в 2011 году, о неприязни к армянам сообщили 73,9 % респондентов. В исследовании международной организации «Minority Rights Group» делается вывод, что в то время как правительство признаёт армян в качестве национального меньшинства, в турецком обществе это понятие означает граждан второго сорта.
Дженк Сарачоглу, профессор социологии из Университета Анкары, утверждает, что «Турецкие СМИ и государство открыто пропагандируют и распространяют ненависть по отношению к армянам».
В августе 2014 года глава Турции Эрдоган в телевизионном интервью заявил: «…кто-то говорил, что я грузин, но мне говорили что-то более отвратительное, что я армянин». В своём выступлении 24 апреля 2019 года в День памяти жертв Геноцида армян, Эрдоган отметил, что «Переселение армянских банд и их сторонников, которые убивали мусульманский народ, в том числе женщин и детей, в восточной Анатолии, было самым разумным действием, которое можно было предпринять в такой период.». Парламент Нидерландов принял резолюцию, осуждающую заявление Эрдогана о Геноциде армян.

## Уйгуры
Лидер уйгурских сепаратистов Иса Алптекин, находясь в Турции, выступал с антиармянской риторикой и утверждал, что против ни в чём не повинных турецких мусульман армянами была устроена резня.